# Glasba v Srbiji
Srbsko glasbo izvajajo v Srbiji, pa tudi v številnih srbskih emigrantskih skupnostih, zlasti v državah nekdanje Jugoslavije. Srbska glasba je zelo blizu makedonski in bolgarski glasbi, na katere je vsa vplivala glasba Otomanskega cesarstva in pred njim Bizantinskega cesarstva.
Med dolgoletno osmansko okupacijo (od 14. do 18. stoletje) je bilo Srbom prepovedano izobraževanje, premoženje, ustvarjanje glasbe in igranje na glasbila. Le kmetje so lahko to počeli z igranjem vielle gusle ali tambure na lastno odgovornost in nevarnost. V teh okoliščinah se je ustvarilo tudi tiho kolo, edina spremljava pa so bile dolgo časa brce. Ta ljudska glasba je že dolgo predstavljala temelj srbske duhovne glasbe v pravoslavni liturgiji.
Tradicionalna glasba je še danes priljubljena zaradi stika s sodobno glasbo, kar ponazarja glasba Emirja Kusturice & The No Smoking Orchestra, Gorana Bregovića ali Bojana Z.
Glasbenica Marija Šerifović je leta 2007 zmagala na Pesmi Evrovizije 2007.